# Antonio Domingos Brescovit
Antonio Domingos Brescovit est un arachnologiste brésilien. Il travaille au laboratoire des arthropodes de l'institut Butantan.
C'est un spécialiste de l'aranéofaune neotropicale.

## Taxons décrits en son honneur
- Eutichurus brescoviti Bonaldo, 1994
- Anyphaenoides brescoviti Baert, 1995
- Tenedos brescoviti Jocqué & Baert, 2002
- Carapoia brescoviti Huber, 2005
- Synotaxus brescoviti Santos & Rheims, 2005
- Xeropigo brescoviti De Souza & Bonaldo, 2007
- Magulla brescoviti Indicatti, Lucas, Guadanucci & Yamamoto, 2008
- Cybaeodamus brescoviti Lise, Ott & Rodrigues, 2010
- Dyrines brescoviti Silva & Lise, 2010

## Quelques taxons décrits
- Aljassa Brescovit, 1997
- Amazoromus Brescovit & Höfer, 1994
- Amazoromus becki Brescovit & Höfer, 1994
- Amazoromus janauari Brescovit & Höfer, 1994
- Amazoromus kedus Brescovit & Höfer, 1994
- Bromelina Brescovit, 1993
- Bromelina kochalkai Brescovit, 1993
- Bromelina oliola Brescovit, 1993
- Bromelina zuniala Brescovit, 1993
- Buckupiella Brescovit, 1997
- Buckupiella imperatriz Brescovit, 1997
- Cupiennius vodou Brescovit & Polotow, 2005
- Ecitocobius Bonaldo & Brescovit, 1998
- Ecitocobius comissator Bonaldo & Brescovit, 1998
- Gephyroctenus acre Polotow & Brescovit, 2008
- Gephyroctenus atininga Polotow & Brescovit, 2008
- Gephyroctenus divisor Polotow & Brescovit, 2008
- Gephyroctenus esteio Polotow & Brescovit, 2008
- Gephyroctenus juruti Polotow & Brescovit, 2008
- Gephyroctenus mapia Polotow & Brescovit, 2008
- Gephyroctenus panguana Polotow & Brescovit, 2008
- Gephyroctenus philodromoides Mello-Leitão, 1936
- Gephyroctenus portovelho Polotow & Brescovit, 2008
- Hatitia Brescovit, 1997
- Hatitia canchaque Brescovit, 1997
- Hatitia yhuaia Brescovit, 1997
- Heidrunea Brescovit & Höfer, 1994
- Heidrunea arijana Brescovit & Höfer, 1994
- Heidrunea irmleri Brescovit & Höfer, 1994
- Heidrunea lobrita Brescovit & Höfer, 1994
- Hersilia jajat Rheims & Brescovit, 2004
- Hersilia kerekot Rheims & Brescovit, 2004
- Hersilia lelabah Rheims & Brescovit, 2004
- Hibana Brescovit, 1991
- Hibana taboga Brescovit, 1991
- Hibana talmina Brescovit, 1993
- Iguarima Brescovit, 1997
- Iguarima pichincha Brescovit, 1997
- Ilocomba Brescovit, 1997
- Ilocomba marta Brescovit, 1997
- Ilocomba perija Brescovit, 1997
- Isoctenus areia Polotow & Brescovit, 2009
- Isoctenus charada Polotow & Brescovit, 2009
- Isoctenus corymbus Polotow, Brescovit & Pellegatti-Franco, 2005
- Isoctenus malabaris Polotow, Brescovit & Ott, 2007
- Isoctenus ordinario Polotow & Brescovit, 2009
- Isoctenus segredo Polotow & Brescovit, 2009
- Italaman santamaria Brescovit, 1997
- Iviraiva Rheims & Brescovit, 2004
- Jessica Brescovit, 1997
- Jessica eden Brescovit, 1999
- Jessica itatiaia Brescovit, 1999
- Jessica pachecoi Brescovit, 1999
- Jessica puava Brescovit, 1999
- Jessica rafaeli Brescovit, 1999
- Jessica renneri Brescovit, 1999
- Jessica sergipana Brescovit, 1999
- Katissa Brescovit, 1997
- Lepajan Brescovit, 1993
- Lepajan edwardsi Brescovit, 1997
- Losdolobus Platnick & Brescovit, 1994
- Losdolobus opytapora Brescovit, Bertoncello & Ott, 2004
- Losdolobus parana Platnick & Brescovit, 1994
- Losdolobus ybypora Brescovit, Ott & Lise, 2004
- Lupettiana Brescovit, 1997
- Lupettiana bimini Brescovit, 1999
- Lupettiana eberhardi Brescovit, 1999
- Lupettiana levii Brescovit, 1999
- Lupettiana linguanea Brescovit, 1997
- Lupettiana manauara Brescovit, 1999
- Lupettiana piedra Brescovit, 1999
- Ohvida Polotow & Brescovit, 2009
- Ohvida andros Polotow & Brescovit, 2009
- Ohvida bimini Polotow & Brescovit, 2009
- Ohvida turquino Polotow & Brescovit, 2009
- Otoniela Brescovit, 1997
- Otoniela adisi Brescovit, 1997
- Parabatinga Polotow & Brescovit, 2009
- Pippuhana Brescovit, 1997
- Pippuhana gandu Brescovit, 1997
- Thaloe Brescovit, 1993
- Thaloe ennery Brescovit, 1993
- Timbuka Brescovit, 1997
- Timbuka boquete Brescovit, 1997
- Toca Polotow & Brescovit, 2009
- Toca bossanova Polotow & Brescovit, 2009
- Toca samba Polotow & Brescovit, 2009
- Umuara Brescovit, 1997
- Umuara junin Brescovit, 1997
- Umuara juquia Brescovit, 1997
- Umuara pydanieli Brescovit, 1997
- Unicorn Platnick & Brescovit, 1995
- Unicorn catleyi Platnick & Brescovit, 1995
- Unicorn chacabuco Platnick & Brescovit, 1995
- Unicorn huanaco Platnick & Brescovit, 1995
- Unicorn socos Platnick & Brescovit, 1995
- Unicorn toconao Platnick & Brescovit, 1995
- Xiruana Brescovit, 1997
- Yabisi Rheims & Brescovit, 2004
- Yabisi guaba Rheims & Brescovit, 2004
- Ypypuera Rheims & Brescovit, 2004
- Ypypuera esquisita Rheims & Brescovit, 2004